# 超高温加熱処理法
超高温加熱処理法（ちょうこうおんかねつしょりほう）は、通常、120℃～150℃で1秒以上5秒以内で殺菌する方法。UHT法（Ultra high temperature heating method）とも呼ばれる。

## 概要
現在の牛乳、乳飲料、加工乳、清涼飲料水、ミネラルウォーターなど流体食品製品の殺菌処理の主流技術である。日本では1957年（昭和32年）に導入された。現在販売されている牛乳の９割が超高温瞬間殺菌（UHT）による殺菌である。
1985年（昭和60年）7月に乳等省令一部改正により、このUHT法と無菌充填機を組み合わせて製造した飲用乳は、「常温保存可能品」として認可された。いわゆるアセプティック製品である。ロングライフ牛乳（通称、LL牛乳）はこのアセプティック技術で製造されたものである。